# Grammaticale constructie
De term grammaticale constructie verwijst in het algemeen naar een eenheid van woorden, die varieert van hele zinnen via zinsdelen tot complexere lexemen zoals als werkwoord fungerende woordgroepen. Binnen de diverse velden van de grammatica kan met een grammaticale constructie het volgende bedoeld worden:
- In de constructiegrammatica, de cognitieve grammatica en de cognitieve taalkunde is een grammaticale constructie op basis van de semiotiek gecreëerde syntactische (al wordt het in dit verband vaak niet zo genoemd) constructie met een semantische en pragmatische inhoud.

- In de generatieve grammatica worden grammaticale constructies beschouwd als zijnde "leeg" van zichzelf; ze krijgen pas betekenis door de toepassing van syntactische regels.